# Alluaudomyia bertrandi
Alluaudomyia bertrandi är en tvåvingeart som beskrevs av Radovan Harant och Cellier 1949. Alluaudomyia bertrandi ingår i släktet Alluaudomyia och familjen svidknott. Inga underarter finns listade i Catalogue of Life.